# Casino Arizona
El Casino Arizona es un casino ubicado en la Reserva de Salt River Pima-Maricopa en Scottsdale, Arizona al oeste de los Estados Unidos. La propiedad está a 48 pies (14,6 metros) de altura. El Casino Arizona es propiedad y está operado por la comunidad indígena Pima-Maricopa del río de la sal (SRPMIC) de forma independiente. El Casino Arizona cubre 20 acres. La instalación cuenta con cinco restaurantes, más de 100,000 pies cuadrados para juegos y una sala de exposición con capacidad para 300 personas.